# Saturazione (colorimetria)

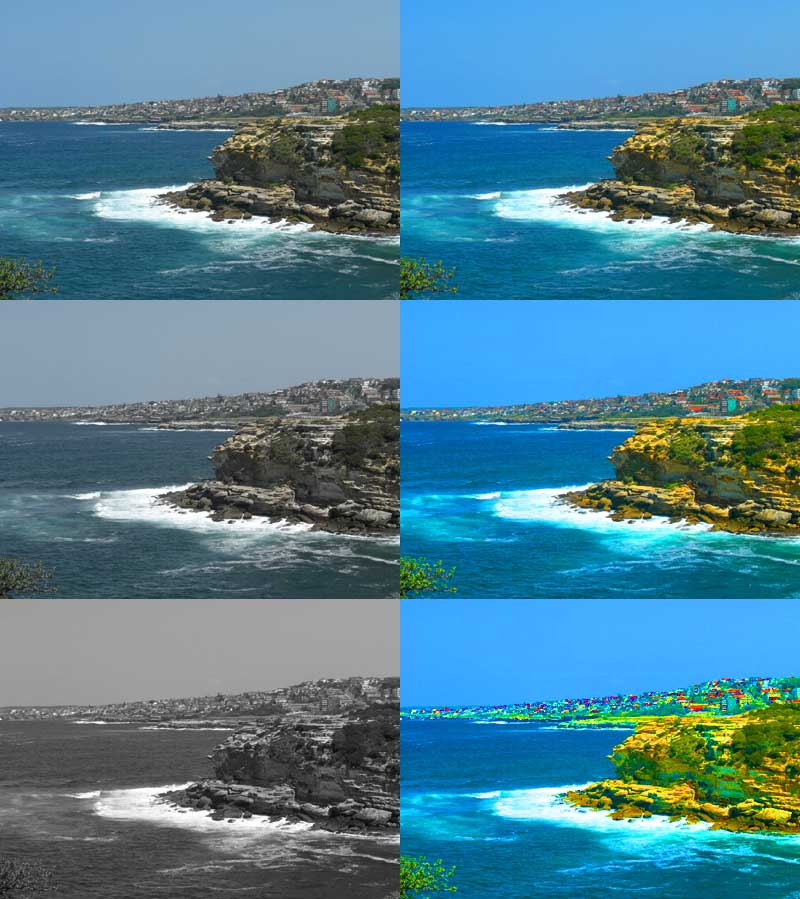
Differenti livelli di saturazione di una fotografia

Nella teoria dei colori e in discipline correlate come la fotografia, la saturazione o purezza è l'intensità di una specifica tonalità. Una tinta molto satura ha un colore vivo e pieno (forte); al diminuire della saturazione, il colore diventa più tenue e tende al grigio (debole). Se la saturazione viene completamente annullata, il colore si trasforma in una tonalità di grigio. Di conseguenza, per esempio, la desaturazione di una fotografia digitalizzata è una delle tecniche con cui si può trasformare un'immagine a colori in una in scala di grigi (spesso impropriamente detta "in bianco e nero").
La saturazione è una delle tre coordinate con cui si definisce un colore nei sistemi Hue Saturation Lightness (HSL) e Hue Saturation Brightness (HSB).
La saturazione di un colore dipende dallo spettro di lunghezze d'onda su cui è distribuita la luce: maggiore è l'ampiezza di distribuzione, minore è la saturazione. Il colore puro, ossia con la massima saturazione, si ottiene quando la luce è su una singola lunghezza d'onda (come nel caso del laser).
Per desaturare un colore in un sistema sottrattivo (come l'acquerello) si possono aggiungere bianco, nero, grigio.
Non si deve confondere la saturazione con la luminosità: in termini di spettro luminoso, un segnale con alta luminosità presenta una funzione con picchi molto alti, mentre un segnale con alta saturazione presenta picchi molto stretti: possono pertanto esistere sia luci ad alta luminosità e bassa saturazione, che presentano picchi alti ed ampi (che corrispondono ad un grigio tendente al bianco), sia luci a bassa luminosità e alta saturazione, con picchi bassi e molto stretti (che corrispondono ad un qualche colore molto scuro, tendente al nero).
Il colore a saturazione nulla è per definizione il grigio: che può essere piu o meno luminoso, ossia piu o meno tendente al bianco od al nero; ma anche qualsiasi altro colore, anche ad elevata saturazione, può essere più o meno luminoso, ossia piu o meno tendente al bianco od al nero. 
Si definisce "chiaro o scuro" un colore in base alla sua luminosità (tendenza al bianco od al nero), mentre in base alla saturazione si parla piuttosto di "definito o grigio".